# Brave Girls
Brave Girls (hangul: 브레이브걸스) är en sydkoreansk tjejgrupp bildad år 2011 av Brave Entertainment.
Gruppen består av de fem medlemmarna Minyoung, Yujeong, Eunji och Yuna.

## Karriär
Efter ett och ett halvt års paus meddelade Brave Entertainment att gruppen skulle göra comeback i augusti 2013. Deras nya singel "For You" släpptes den 31 augusti. Låten är ett R&B-spår med piano och handlar om svårigheten med att glömma den där kärleken som kom undan. Gruppen kommer även att släppa ett nytt album innan året är slut. "For You" har nått plats 50 på den nationella singellistan Gaon Chart. Deras låt Rollin som släpptes 2017 klättrade upp till nummer två på den koreanska listan Gaon Chart efter att ha blivit viral i landet.

## Medlemmar
| Artistnamn   | Artistnamn | Födelsenamn    | Födelsenamn | Födelsedatum      | Medlemstid |
| Romanisering | Hangul     | Romanisering   | Hangul      | Födelsedatum      | Medlemstid |
| Nuvarande    | Nuvarande  | Nuvarande      | Nuvarande   | Nuvarande         | Nuvarande  |
| ------------ | ---------- | -------------- | ----------- | ----------------- | ---------- |
| Minyoung     | 민영       | Kim Min-young  | 김민영      | 12 september 1990 | 2016-idag  |
| Yujeong      | 유정       | Nam Yu-jeong   | 남유정      | 2 maj 1991        | 2016-idag  |
| Eunji        | 은지       | Hong Eun-ji    | 홍은지      | 19 juli 1992      | 2016-idag  |
| Yuna         | 유나       | Lee Yu-na      | 이유나      | 6 april 1993      | 2016-idag  |
| Tidigare     |            |                |             |                   |            |
| Eunyoung     | 은영       | Park Eun-young | 박은영      | 15 oktober 1987   | 2011-2016  |
| Seo-a        | 서아       | Park Seo-a     | 박서아      | 9 februari 1988   | 2011-2016  |
| Yejin        | 예진       | Han Ye-jin     | 한예진      | 24 november 1990  | 2011-2016  |
| Yoojin       | 유진       | Jung Yoo-jin   | 정유진      | 14 september 1992 | 2011-2017  |
| Hyeran       | 혜란       | Noh Hye-ran    | 노혜란      | 9 april 1993      | 2011-2017  |
| Hayun        | 하윤       | Lee Ha-yun     | 이하윤      | 29 augusti 1994   | 2016-2018  |

## Diskografi

### Album
| Albuminformation                                    | Topplacering          |
| Albuminformation                                    | Sydkorea (Gaon Chart) |
| --------------------------------------------------- | --------------------- |
| The Difference (Singelalbum) - Släppt: 7 april 2011 | 2                     |
| Back to Da Future (EP-skiva) - Släppt: 29 juli 2011 | 14                    |
| Re-Issue (EP-skiva) - Släppt: 22 februari 2012      | 14                    |
| High Heels (EP-skiva) - Släppt: 27 juni 2016        | 22                    |
| Rollin' (EP-skiva) - Släppt: 7 mars 2017            | 30                    |

### Singlar
| År   | Titel           | Topplacering          |
| År   | Titel           | Sydkorea (Gaon Chart) |
| ---- | --------------- | --------------------- |
| 2011 | "Do You Know"   | 19                    |
| 2011 | "Easily"        | 38                    |
| 2012 | "Nowadays, You" | 21                    |
| 2013 | "For You"       | 50                    |
| 2016 | "Deepened"      | 131                   |
| 2016 | "High Heels"    | 135                   |
| 2016 | "Yoo-hoo"       | —                     |
| 2017 | "Rollin'"       | 2                     |